# Albert White (Radsportler)
Albert White (* 19. Februar 1890 in Brigg; † 1. März 1965 in Scunthorpe) war ein englischer Bahnradsportler.
1920 startete Albert White bei den Olympischen Spielen in Antwerpen. In der Mannschaftsverfolgung errang er gemeinsam mit Cyril Alden, Victor Johnson und Jock Stewart die Silbermedaille. Im Sprint erreichte er das Halbfinale.
Zwischen 1913 und 1926 gewann White 15 nationale Titel und startete bei vier UCI-Bahn-Weltmeisterschaften. 1919, 1921 und 1922 gewann er den traditionsreichen Muratti Gold Cup auf der Radrennbahn von Manchester.